# (32092) Brianxia
2000 KG31 (asteroide 32092) é um asteroide da cintura principal. Possui uma excentricidade de 0.14067650 e uma inclinação de 0.63224º.
Este asteroide foi descoberto no dia 28 de maio de 2000 por LINEAR em Socorro.